# Albrecht Becker
Walter Albrecht Becker (Thale, 14 de noviembre de 1906 - Hamburgo, 22 de abril de 2002) fue un diseñador de producción, artista de body art y fotógrafo alemán.

## Biografía
Hijo del maestro panadero Otto August Becker y su esposa Charlotte, nacida Grosse, fue a la escuela de 1913 y 1921. De 1921 a 1924 realizó una formación como administrativo en Quedlinburg. Después pasó dos años y medio en la Escuela Técnica Superior para el Textil en Reutlingen.
En otoño de 1924 se trasladó a Wurzburgo, donde consiguió un trabajo fijo como decorador de escaparates en la tienda de modas Rom und Wagner. En 1926 estudió en la escuela de decoración de Múnich. A principios de 1935 fue detenido, junto con su pareja, Joseph Friedrich Abert, el historiador y archivero mayor que él, por homosexualidad y condenado a tres años de cárcel, que pasó en Núremberg. En 1940 se alistó voluntariamente al ejército y fue operador de radio en el frente del este. En el verano de 1942 fue herido en un brazo. Durante esa época comenzó a tatuarse, convirtiéndose en uno de los pioneros del body art, fotografiando la evolución de su cuerpo.
Durante su baja, en 1944, conoció al novel diseñador de producción Herbert Kirchhoff, al que le unió una gran amistad desde entonces. Tras la Guerra, Becker trabajó como traductor y más tarde como dibujante. Cuando en primavera de 1947 Kirchhoff consiguió poner el pie en la industria del cine, se convirtió en su asistente.
Desde 1951, Becker trabajó como socio paritario con Kirchhoff en innumerables películas, principalmente para la productora Real-Film y para el director Helmut Käutner. En dos ocasiones consiguieron el Bundesfilmpreis por su trabajo. Solo a partir de la década de 1960 comenzó Becker a trabajar solo cada vez más, sobre todo para el Norddeutscher Rundfunk. Aparte de las películas cinematográficas, trabajó en muchas películas industriales y educativas.
Tras su jubilación como diseñador de producción, desde mediados de la década de 1980, se dedicó a la enseñanza de diseñadores de producción africanos en el Studio Hamburg. Tras la muerte de su pareja, Kirchhoff, en 1988, dejó su legado, junto con el propio, a la Deutsche Kinemathek («Cinemateca alemana») y al Deutsches Filmmuseum («Museo alemán del cine»).
Rosa von Praunheim estrenó en 2005, para su serie «Schwule Zeitzeugen der Nazizeit» («Testigos gays de la época de los nazis»), la película Liebe und Leid - Albrecht Becker, en la que entrevista al nonagenario. Becker también es uno de los cuatro testimonios recogidos en el documental Párrafo 175.

## Filmografía
| - 1948: Arche Nora - 1948: Finale - 1949: Die letzte Nacht - 1949: Hafenmelodie - 1949: Die Freunde meiner Frau - 1949: Schicksal aus zweiter Hand / Zukunft aus zweiter Hand - 1949: Schatten der Nacht - 1950: Gabriela - 1950: Der Mann, der sich selber sucht - 1950: Mädchen mit Beziehungen - 1950: Die Dritte von rechts - 1951: Weh dem, der liebt - 1951: Die verschleierte Maja - 1951: Kommen Sie am Ersten - 1951: Gift im Zoo - 1952: Die Stimme des Anderen / Unter tausend Laternen - 1952: Toxi - 1952: Tanzende Sterne - 1953: Das singende Hotel - 1953: Keine Angst vor großen Tieren - 1953: Blume von Hawai - 1954: Geld aus der Luft - 1954: Kolumbus entdeckt Krähwinkel - 1954: Tanz in der Sonne - 1955: Des Teufels General - 1955: Ball im Savoy - 1955: Der falsche Adam - 1955: Banditen der Autobahn - 1955: Unternehmen Schlafsack - 1955: Zwei blaue Augen - 1955: Musik im Blut - 1956: El capitán de Köpenick - 1956: Tierarzt Dr. Vlimmen / Skandal um Dr. Vlimmen - 1956: Ein Herz kehrt heim - 1956: Zwischen Zeit und Ewigkeit - 1957: Die Zürcher Verlobung - 1957: Tolle Nacht - 1957: Monpti - 1957: Nachts im grünen Kakadu - 1957: Wenn Frauen schwindeln - 1958: Nasser Asphalt - 1958: Bühne frei für Marika! - 1958: Der Schinderhannes - 1959: Der Rest ist Schweigen | - 1959: Die Nacht vor der Premiere - 1959: Die schöne Lügnerin - 1959: Salem aleikum - 1959: Frau Warrens Gewerbe - 1960: Die Frau am dunklen Fenster - 1960: Die Zeugin im grünen Rock (Serie de TV Stahlnetz) - 1960: Das Glas Wasser - 1960: Pension Schöller - 1960: Gauner in Uniform / Hauptmann – deine Sterne - 1961: Geliebte Hochstaplerin - 1961: Bei Pichler stimmt die Kasse nicht - 1961: Der Lügner - 1961: Leben des Galilei (TV) - 1962: Finden Sie, daß Constanze sich richtig verhält? - 1962: Nie hab' ich nie gesagt (TV) - 1962: In jeder Stadt... ((Serie de TV Stahlnetz) - 1962: Das Schloß (TV) - 1962: Annoncentheater (TV) - 1962: Spur 217 (TV-Serie Stahlnetz) - 1962: Stalingrad (TV) - 1963: Schlachtvieh (TV) - 1963: Das Haus an der Stör ((Serie de TV Stahlnetz) - 1963: Heimweh nach St. Pauli - 1963: Das kleine Hofkonzert (TV) - 1964: Wilhelmsburger Freitag (TV) - 1964: Rehe (TV-Serie Stahlnetz) - 1964: Strandkorb 421 ((Serie de TV Stahlnetz) - 1964: Das letzte Kapitel (TV) - 1965: Ein Tag (TV) - 1965: Die Zwischenmeister (TV-Vierteiler) - 1965: Die Katze im Sack (TV-Zweiteiler) - 1965-69: Gertrud Stranitzki (TV-Serie) - 1966: Corinne und der Seebär (TV) - 1966: Der Fall Lothar Malskat (TV) - 1966: Das Mädchen Angelika (TV; no fue emitida) - 1966: Der Fall Vera Brühne (TV; no fue emitida) | - 1967: Ida Rogalski (TV-Serie) - 1967: Hauptstraße Glück (TV-Serie) - 1967: Der Fall Petlov (TV) - 1967: Hafenkrankenhaus (TV-Serie) - 1968: Nationalkomitee „Freies Deutschland“ (TV) - 1968: Beaumarchais (TV) - 1968: Madame Cailleaux (TV) - 1968: Der Fall Wera Sassulitsch (TV) - 1969: Das Ferienschiff (TV) - 1969: Damenquartett (TV) - 1969: Friedrich Ebert – Geburt einer Republik (TV) - 1969: Schicksalsjahre der Republik (TV) - 1969: Gnade für Timothy Evans (TV) - 1969: Neu-Böseckendorf (TV) - 1969: Goldene Städte (TV) - 1969: Weh' dem, der erbt - 1970: Gedenktag (TV) - 1970: Die Journalistin (Serie de TV) - 1970: Auftrag: Mord! (TV) - 1971-73: Hamburg Transit (Serie de TV) - 1971: Geschäfte mit Plückhahn (TV) - 1972: Einmal im Leben (Trilogía de TV) - 1973: Der kleine Doktor (Serie de TV) - 1974: Konny und seine drei Freunde - 1974: Der Hellseher (TV) - 1974: Lehmanns Erzählungen (TV) - 1974/75: Lokalseite unten links (Serie de TV) - 1975: Trotzki in Coyoacan (TV) - 1975: Zwei Finger einer Hand (TV) - 1977: Generale (TV) - 1977: Reinhard Heydrich – Manager des Todes - 1977: Australische Blindheit (Serie de TV Geschichten aus der Zukunft) - 1978: Geburt eines Waisenkindes (Serie de TV Geschichten aus der Zukunft) - 1978: Denken heißt zum Teufel beten (TV) - 1978: Der Mix (Serie de TV Geschichten aus der Zukunft) - 1979: Gefangen in Frankreich (TV) - 1980: Am Südhang (TV) - 1980: Jeder braucht Musik (TV) - 1980: Wagen 106 (Serie de TV) - 1981: Beate und Mareile (TV) - 1981: warnung aus dem Käfig (TV) - 1983: Es muß nicht immer Mord sein (Serie de TV) |

## Premios
- 1957: Filmband in Gold (Mejor diseño) por Der Hauptmann von Köpenick
- 1961: Filmband in Gold (Mejor diseño) por Das Glas Wasser